# ديفيد كوري
ديفيد كوري (بالإنجليزية: David Currie)‏ (27 نوفمبر 1962 في المملكة المتحدة - ) هو لاعب كرة قدم بريطاني في مركز الهجوم. لعب مع أولدهام أثلتيك ونادي بارنسلي ونادي روذرهام يونايتد ونادي كارلايل يونايتد ونادي ميدلزبره ونوتينغهام فورست وهدرسفيلد تاون ونادي سكاربورو ودارلينجتون إف سى.

## وصلات خارجية
- ديفيد كوري على موقع قاعدة بيانات كرة القدم.إي يو (الإنجليزية)